# Marko Frank
Marko Frank (* 25. Dezember 1968 in Friedrichroda) ist ein deutscher Nordischer Kombinierer, welcher für die Deutsche Demokratische Republik startete. Er gehörte dem ASK Vorwärts Oberhof an und nahm 1988 an den Olympischen Winterspielen in Calgary teil.

## Karriere
Im Jahr 1987 nahm er an den Nordischen Junioren-Skiweltmeisterschaften in der italienischen Gemeinde Asiago teil. Im Einzelwettbewerb gewann er hinter seinen Landsmann Thomas Prenzel und den Norweger Trond Arne Bredesen die Bronzemedaille. Die Goldmedaille gewann er gemeinsam mit Thomas Abratis und Thomas Prenzel im Team-Wettbewerb. Im gleichen Jahr nahm er an den Nordischen Skiweltmeisterschaften 1987 in Oberstdorf teil. Im Einzelwettbewerb belegte er den 15. Rang und belegte gemeinsam mit Thomas Abratis und Uwe Prenzel den sechsten Platz im Team-Wettbewerb.
Am 9. Januar 1988 konnte er im Weltcup der Nordischen Kombination seine ersten Weltcup-Punkte gewinnen. Beim Wettbewerb der Saison 1987/88 im schweizerischen St. Moritz belegte er den siebten Platz. Dieser siebte Platz ist seine beste Platzierung im Weltcup. Den Weltcup beendete er in der Gesamtwertung mit insgesamt 24 Punkten auf den 15. Platz. In der Saison 1987/88 durfte er zudem an den Olympischen Spielen 1988 in Calgary teilnehmen. Im Einzelwettbewerb belegte er den achten Rang. Gemeinsam mit Thomas Prenzel und Uwe Prenzel belegte er im Team-Wettbewerb den fünften Platz.

## Einzelnachweis
- Marko Frank in der Datenbank des Internationalen Skiverbands (englisch)
- Marko Frank in der Datenbank von Sports-Reference (englisch)

| Personendaten    | Personendaten                                  |
| ---------------- | ---------------------------------------------- |
| NAME             | Frank, Marko                                   |
| KURZBESCHREIBUNG | deutscher Nordischer Kombinierer               |
| GEBURTSDATUM     | 25. Dezember 1968                              |
| GEBURTSORT       | Friedrichroda, Deutsche Demokratische Republik |